# Anse-d'Ainault
Anse-d'Ainault (em crioulo haitiano:  Ansdeno), é uma comuna do Haiti, situada no departamento de Grande Enseada e no arrondissement de Anse d'Ainault.
De acordo com o censo de 2003, sua população total é de 23185 habitantes.